# Причіпна ланка
Причіпна ланка — ланка автопоїзда, яка володіє конструктивною досконалістю і являє собою певну транспортну одиницю. Багатоланковий лісотранспортний засіб відрізняється від автомобіля чи трактора тим, що в його складі є щонайменше дві шарнірно зв'язані між собою транспортні ланки.
До транспортних ланок відносяться тягові ланки ЛТЗ (тягачі) і ведені (причіпні) ланки — причепи, напівпричепи, розпуски. У сфері експлуатації транспортна ланка — це інвентарна одиниця рухомого складу парку, що стоїть на обліку.
Однак в окремих випадках в самій транспортній ланці є шарнірні зв'язки між окремими її частинами, які створюють істотній вплив на характер руху транспортного засобу. Це так звані елементарні або кінематичні ланки. Характерною особливістю кінематичних ланок є рух їх ходових елементів на опорній поверхні по самостійних траєкторіях, які відмінні від траєкторій сполучених з ними ланок.
Головними ознаками елементарної (кінематичної) ланки є наявність так званого двоколісного ходу (ходової осі) і шарнірних зв'язків з суміжними кінематичними ланками. Елементарна ланка, за звичай, складається з ходового елементу, тобто з ходової осі 2, в яку входять поворотні або неповоротні колеса, несного елементу, у вигляді рами, дишля 1 або аналогічної конструкції.

Схеми елементарних кінематичних ланок:
а — ланка першого роду;
б — ланка другого роду з поворотною ходовою віссю;
в — ланка другого роду з поворотними (керованими) колесами.

Кінематичні ланки бувають двох родів: ланка першого роду — ходова вісь завжди перпендикулярна до поздовжньої осі ланки (рис., а); ланка другого роду — ходова вісь встановлюється під різними кутами в горизонтальній площині до поздовжньої осі ланки в залежності від відносних переміщень з'єднаних з нею ланок (рис., б і в).
Розрізняють пасивні елементарні ланки, в яких зусилля докладено в напрямній точці А, і активні зі зведенням тягового зусилля до основної точки Б ланки .